# Афтаназів Зенко Семенович
Зе́нко Семе́нович Афтана́зів (* 22 листопада 1957, Луга, Ленінградська область, РРФСР, СРСР) — український менеджер, заступник Міністра транспорту та зв'язку України — генеральний директор Укрзалізниці (березень 2005 — листопад 2005).

## Біографія
22 листопада 1957 — Народився у місті Луга Ленінградської області (РРФСР).
1975 — після закінчення середньої школи вступив до Львівського державного інституту фізичної культури.
1979 — викладач Львівського середнього міського профтехучилища залізничного транспорту № 52,
З 1988 — очолював підприємства різних форм власності.
З лютого 2001 — перший заступник Голови Державного агентства з управління матеріальним резервом.
2001—2002 — перший віцепрезидент концерну «Орлан», м. Київ
2002 — отримав другу вищу освіту — закінчив Національний університет «Львівська політехніка» за спеціальністю «Менеджмент зовнішньоекономічної діяльності».
З лютого 2002 року — помічник-консультант народного депутата України.
Березень-листопад 2005 — Заступник Міністра транспорту та зв'язку України — генеральний директор Укрзалізниці.

## Відзнаки
- 1998 — звання «Заслужений працівник промисловості України»[6].